# Ryan Dow
Ryan Dow (* 7. Juni 1991 in Dundee) ist ein schottischer Fußballspieler, der beim FC Peterhead unter Vertrag steht.

## Karriere
Ryan Dow trat der U-15 von Dundee United bei. Während er für die U-19 des Vereins spielte, gab er im Alter von 19 Jahren unter Trainer Peter Houston sein Profidebüt im Ligaspiel der Scottish Premier League gegen die Glasgow Rangers im Mai 2010. Zwei Wochen später unterschrieb er zusammen mit Scott Allan einen neuen Vertrag mit Laufzeit bis zum Saisonende 2011/12. In derselben Saison gewann er mit United das Pokalfinale gegen Ross County.
In der Rückrunde der Saison 2010/11 wurde Dow an den schottischen Zweitligisten Forfar Athletic verliehen. Nach seiner Rückkehr zu United kam er vermehrt zu Einsätzen und erzielte im Ligapokal seinen den ersten Treffer. Der Perspektivspieler verlängerte einen Monat später den Kontrakt bis 2014. Im Mai 2012 markierte er seinen ersten Treffer in der Liga gegen Inverness Caledonian Thistle.

## Erfolge
mit Dundee United:
- Schottischer Pokalsieger: 2009/10